# Physaria urbaniana
Physaria urbaniana är en korsblommig växtart som först beskrevs av Reinhold Conrad Muschler, och fick sitt nu gällande namn av O'kane och Al-shehbaz. Physaria urbaniana ingår i släktet Physaria och familjen korsblommiga växter. Inga underarter finns listade i Catalogue of Life.